# Rally de Alemania de 2016
El Rally de Alemania de 2016, oficialmente 34. ADAC Rallye Deutschland, fue la trigesimocuarta edición y la novena ronda de la temporada 2016 del Campeonato Mundial de Rally. Se celebró del 19 al 21 de agosto y contó con un itinerario de 18 tramos sobre tierra que sumaron un total de 306.80 km cronometrados. Fue también la novena ronda de los campeonatos WRC 2 y WRC 3.
Sébastien Ogier se quedó con la victoria con un tiempo de 3:00:26.7 dejando por detrás a Sordo a 20.3s y a Neuville a 20.4s.

## Itinerario
| Día            | Tramo | Nombre                   | Distancia | Ganador de la etapa | Coche                 | Tiempo             | Líder de la general |
| -------------- | ----- | ------------------------ | --------- | ------------------- | --------------------- | ------------------ | ------------------- |
| Día 1 (19 Ago) | SS1   | Mittelmosel 1            | 22.00 km  | Sébastien Ogier     | Volkswagen Polo R WRC | 13:04.8            | Sébastien Ogier     |
| Día 1 (19 Ago) | SS2   | Moselland 1              | 23.38 km  | Thierry Neuville    | Hyundai i20 WRC       | 14:32.7            | Andreas Mikkelsen   |
| Día 1 (19 Ago) | SS3   | Mittelmosel 2            | 22.00 km  | Andreas Mikkelsen   | Volkswagen Polo R WRC | 12:57.6            | Andreas Mikkelsen   |
| Día 1 (19 Ago) | SS4   | Moselland 2              | 23.38 km  | Sébastien Ogier     | Volkswagen Polo R WRC | 14:17.3            | Andreas Mikkelsen   |
| Día 1 (19 Ago) | SS5   | SSS Ollmuth              | 8.21 km   | Sébastien Ogier     | Volkswagen Polo R WRC | 4:40.3             | Andreas Mikkelsen   |
| Día 2 (20 Ago) | SS6   | Freisen - Westrich 1     | 14.73 km  | Andreas Mikkelsen   | Volkswagen Polo R WRC | 9:02.3             | Andreas Mikkelsen   |
| Día 2 (20 Ago) | SS7   | Bosenberg 1              | 14.45 km  | Sébastien Ogier     | Volkswagen Polo R WRC | 7:42.6             | Andreas Mikkelsen   |
| Día 2 (20 Ago) | SS8   | SSS Arena Panzerplatte 1 | 2.87 km   | Stéphane Lefebvre   | Citroën DS3 WRC       | 1:48.2             | Sébastien Ogier     |
| Día 2 (20 Ago) | SS9   | SSS Arena Panzerplatte 2 | 2.87 km   | Jari-Matti Latvala  | Volkswagen Polo R WRC | 1:46.4             | Andreas Mikkelsen   |
| Día 2 (20 Ago) | SS10  | Panzerplatte Lang 1      | 40.80 km  | Sébastien Ogier     | Volkswagen Polo R WRC | 23:09.8            | Sébastien Ogier     |
| Día 2 (20 Ago) | SS11  | Freisen - Westrich 2     | 14.73 km  | Sébastien Ogier     | Volkswagen Polo R WRC | 9:01.1             | Sébastien Ogier     |
| Día 2 (20 Ago) | SS12  | Bosenberg 2              | 14.45 km  | Thierry Neuville    | Hyundai i20 WRC       | 7:42.9             | Sébastien Ogier     |
| Día 2 (20 Ago) | SS13  | SSS Arena Panzerplatte 3 | 2.87 km   | Thierry Neuville    | Hyundai i20 WRC       | 1:48.0             | Sébastien Ogier     |
| Día 2 (20 Ago) | SS14  | Panzerplatte Lang 2      | 40.80 km  | Sébastien Ogier     | Volkswagen Polo R WRC | 23:14.0            | Sébastien Ogier     |
| Día 3 (21 Ago) | SS15  | Dhrontal 1               | 14.79 km  | Dani Sordo          | Hyundai i20 WRC       | 9:27.6             | Sébastien Ogier     |
| Día 3 (21 Ago) | SS16  | Sauertal 1               | 14.84 km  | Thierry Neuville    | Hyundai i20 WRC       | 7:57.5             | Sébastien Ogier     |
| Día 3 (21 Ago) | SS17  | Dhrontal 2               | 14.79 km  | Etapa Interrumpida  | Etapa Interrumpida    | Etapa Interrumpida | Sébastien Ogier     |
| Día 3 (21 Ago) | SS18  | Sauertal 2 (Power-Stage) | 14.84 km  | Thierry Neuville    | Hyundai i20 WRC       | 7:54.9             | Sébastien Ogier     |

### Power Stage
El power stage al igual que en las anteriores carreras fue la última etapa del rally y tuvo un recorrido total de 14.84 km.
| Pos | Piloto             | Coche                 | Tiempo | Dif. | Pts |
| --- | ------------------ | --------------------- | ------ | ---- | --- |
| 1   | Thierry Neuville   | Hyundai i20 WRC       | 7:54.9 | 0.0  | 3   |
| 2   | Jari-Matti Latvala | Volkswagen Polo R WRC | 7:57.4 | +2.5 | 2   |
| 3   | Sébastien Ogier    | Volkswagen Polo R WRC | 7:57.5 | +2.6 | 1   |

## Clasificación final
| Pos.                  | No.                   | Piloto                | Copiloto              | Equipo                                | Coche                 | Tiempo                | Diferencia            | Puntos                |                       |
| Clasificación General | Clasificación General | Clasificación General | Clasificación General | Clasificación General                 | Clasificación General | Clasificación General | Clasificación General | Clasificación General | Clasificación General |
| --------------------- | --------------------- | --------------------- | --------------------- | ------------------------------------- | --------------------- | --------------------- | --------------------- | --------------------- | --------------------- |
| 1                     | 1                     | Sébastien Ogier       | Julien Ingrassia      | Volkswagen Motorsport                 | Volkswagen Polo R WRC | 3:00:26.7             | -                     | 26                    |                       |
| 2                     | 4                     | Dani Sordo            | Marc Martí            | Hyundai Motorsport                    | Hyundai i20 WRC       | 3:00:47.0             | +20.3                 | 18                    |                       |
| 3                     | 3                     | Thierry Neuville      | Nicolas Gilsoul       | Hyundai Motorsport                    | Hyundai i20 WRC       | 3:00:47.1             | +20.4                 | 18                    |                       |
| 4                     | 9                     | Andreas Mikkelsen     | Anders Jæger          | Volkswagen Motorsport II              | Volkswagen Polo R WRC | 3:00:53.9             | +27.2                 | 12                    |                       |
| 5                     | 20                    | Hayden Paddon         | John Kennard          | Hyundai Motorsport N                  | Hyundai i20 WRC       | 3:04:01.5             | +3:34.8               | 10                    |                       |
| 6                     | 5                     | Mads Østberg          | Ola Fløene            | M-Sport World Rally Team              | Ford Fiesta RS WRC    | 3:04:57.9             | +4:31.2               | 8                     |                       |
| 7                     | 32                    | Esapekka Lappi        | Janne Ferm            | Škoda Motorsport                      | Škoda Fabia R5        | 3:09:03.5             | +8:36.8               | 6                     |                       |
| 8                     | 83                    | Pontus Tidemand       | Jonas Andersson       | Škoda Motorsport II                   | Škoda Fabia R5        | 3:09:19.2             | +8:52.5               | 4                     |                       |
| 9                     | 35                    | Jan Kopecký           | Pavel Dresler         | Škoda Motorsport                      | Škoda Fabia R5        | 3:10:10.9             | +9:44.2               | 2                     |                       |
| 10                    | 31                    | Armin Kremer          | Pirmin Winklhofer     | BRR Baumschlager Rallye & Racing Team | Škoda Fabia R5        | 3:10:37.3             | +10:10.6              | 1                     |                       |
| 48                    | 2                     | Jari-Matti Latvala    | Miikka Anttila        | Volkswagen Motorsport                 | Volkswagen Polo R WRC | 3:37:00.0             | +36:33.3              | 2                     |                       |